# Špania Dolina
Špania Dolina és un poble i municipi d'Eslovàquia que es troba a la regió de Banská Bystrica.

## Història
La primera menció escrita de la vila es remunta al 1254.

## Demografia
| Godina             | 1994 | 2004    | 2014   | 2024    |
| ------------------ | ---- | ------- | ------ | ------- |
| Nombre de persones | 121  | 182     | 197    | 234     |
| Diferència         |      | +50,41% | +8,24% | +18,78% |

| Godina             | 2023 | 2024   |
| ------------------ | ---- | ------ |
| Nombre de persones | 228  | 234    |
| Diferència         |      | +2,63% |